# Спортска дворана Градски врт
Спортска дворана Градски врт у Осијеку пројектирана је као вишенаменска наставно спортска дворана са пет главних дворана те помоћним и пратећим садржајима, а своју ће промоцију доживети одржавањем Светског првенства у рукомету 2009.
Као један од главних склопова на простору будућег спортско-рекреацијског комплекса  Градски врт , својим спољним и унутрашњим обликовањем постала је нови урбани знак, а положајем и формом допридоноси новом визуелном квалитету јужног улаза у град као и целокупној слици града Осијека.
Прилазни трг са главним стрпеништем на северној страни дворане, водена раван и спирална скулптура - фонтана фокусирају догађања средишњег дела целог спортског комплекса.
Простор између градског стадиона и спортске дворане – алеја спортиста - својим урбано-парковним обликовањем надовезује се на главни прилазни трг те као савремени и активан јавни градски простор пружа различите могућности одмора, дружења, боравка и рекреације свим грађанима Осијека.
Спортска дворана је обликовно и фунционално подељена у два основна међусобно повезана простора. Округли ваљкасти простор је обликовни елемент препознатљивости који својом формом наглашава покрет, акцију и динамику спорта и на њега се настављају хоризонталне равни свих осталих простора.
Дворана је службено отворена 28. децембра 2008, пријатељском утакмицом рукометних репрезентација Хрватске и Русије, која је завршила 27:26 (17:10) за Хрватску.

## Нивои
- приземље – ниво ± 0,00 (дворане А, Ц, Д, Г, Х, сауна, гардеробе, санитарије, спортска медицина, трговине, локали, пословни и угоститељски садржаји, техника, особље, итд.)
- 1. етажа – ниво +5,00 (дворана Б, гледаоци, клупске просторије, в и п, прес, кафе, улазни холови, галерије, санитарије итд.),
- 2. етажа - ниво +9,00 (атлетски тунел (Ф), техника, особље, итд.)
- 3. етажа - ниво +12,00 (галерија са коментаторима, режијом, тв и сл., техника)

Укупна бруто површина грађевине је 18.590 m².
Главне спортске површине које се налазе у пет одвојених дворана те додатни простори за трим, фитнес и сауну са малим базеном функционално су подељене у неколико специфичних зона и нивоа.

## Димензије дворана
- Велика дворана (А - 35x50 m)
- Мале дворане (Ц, Д - 2 x 22x16 m)
- Теретана (Г – 10,25x9,6 m)
- Дворана за трим и фитнес (Х – 9,2x9,6 m) и сауне (18,5x10,6 m) са свим пратећим садржајима гардероба, санитарија, спортске медицине, допинг контроле итд., налазе се на нивоу приземља ±0,00.
- Простор кошаркашке дворане (Б - 30x32+10 m) налази се изнад малих дворана, на нивоу +5,00
- Атлетски тунел (Ф – 87x12 m) налази се у ваљкастом делу грађевине на нивоу +9,00.

Дворана А укупно има 3538 места (2502 - фиксне трибине и 1036 - помичне трибине).
Дворана Б укупно има 1448 места (1224 - фиксне трибине и 322+224 – пом. трибине).
У свакој од дворана Ц, Д и Ф могуће је поставити по око 200 помичних места за седење.
Осим спортских догађаја ова ће вишенаменска дворана својим обликом, величином и функционалном организацијом омогућити и одвијање забавних, културних и медијских активности (изложбе, сајмови, концерти, модне ревије, конгреси, фестивали и сл.)